# Paul Dahlke
Paul Dahlke (12 de abril de 1904 - 23 de noviembre de 1984) fue un actor teatral, cinematográfico, radiofónico y televisivo de nacionalidad alemana.

## Biografía
Su verdadero nombre era Paul Victor Ernst Dahlke, y nació en Strzeżenice, en la actual Polonia, siendo su padre el pedagogo musical Ernst Dahlke. Asistió a la escuela secundaria superior en Dortmund, donde se graduó en el año 1922. Estudió en la Universidad de Tecnología Clausthal y en la Universidad Técnica de Berlín. También recibió formación en germanística y en artes teatrales, e intentó iniciarse como pintor y escultor en madera.
A partir de 1926 completó su formación interpretativa en la Escuela de Actuación  Ernst Busch, en Berlín, y desde 1928 obtuvo diferentes compromisos en teatros de Berlín y Múnich. Entre sus numerosos papeles teatrales figuran el personaje principal de la obra de Carl Zuckmayer Des Teufels General, el de Profesor Higgins en la pieza de George Bernard Shaw Pigmalión, así como el del título en la obra de Axel von Ambesser Das Abgründige des Herrn Gerstenberg. Entre los años 1934 y 1944 fue actor de la compañía del Deutsches Theater de Berlín.
A partir del año 1934, Dahlke trabajó también como actor cinematográfico, en muchas ocasiones en adaptaciones a la pantalla de obras teatrales. Así, fue Ruprecht en el film de Gustav Ucicky Der zerbrochene Krug, basado en texto de Heinrich von Kleist, además de trabajar en dos adaptaciones de obras de Erich Kästner, Das fliegende Klassenzimmer y Drei Männer im Schnee. Tras la Segunda Guerra Mundial, Dahlke trabajó desde 1946 a 1953 en el Bayerisches Staatsschauspiel de Múnich, siendo también actor invitado en otros varios teatros. Su esposa, Elfe Gerhart, con la que se casó en 1955 en segundas nupcias, fue actriz y escultora.
Sin embargo, Dahlke se dio a conocer a un amplio público gracias a su trabajo televisivo, con papeles como el  de Jakob Wilde en la serie MS Franziska. En 1961, bajo la dirección de Heinz-Günter Stamm, hizo el papel del título en los seis episodios de la serie radiofónica dedicada a Maigret, que fue emitida por Bayerischer Rundfunk. Como actor de voz, dobló entre otros actores a Charles Laughton (Captain Kidd, The Paradine Case) y a Vincent Price (Las llaves del Reino).
Paul Dahlke falleció en el año 1984 en Salzburgo, Austria. Fue enterrado en el Cementerio de Grundlsee (Austria). Su patrimonio escrito se encuentra conservado en el archivo de la Academia de las Artes de Berlín.

## Premios
- 1937 : Nombramiento como actor Estatal
- 1966 : Pommerscher Kulturpreis
- 1974 : Filmband in Gold de los Deutscher Filmpreis por su trayectoria en el cine alemán
- 1979 : Orden del Mérito de la República Federal de Alemania

## Filmografía (selección)
- 1934 : Liebe, Tod und Teufel
- 1935 : Das Mädchen Johanna
- 1935 : Lady Windermeres Fächer
- 1936 : Verräter
- 1937 : Fridericus
- 1937 : Mein Sohn, der Herr Minister
- 1937 : Patrioten
- 1937 : Daphne und der Diplomat
- 1937 : Der zerbrochene Krug
- 1938 : Urlaub auf Ehrenwort
- 1938 : War es der im 3. Stock?
- 1938 : Capriccio
- 1938 : Verwehte Spuren
- 1938 : Schwarzfahrt ins Glück
- 1938 : Pour le Mérite
- 1938 : Frauen für Golden Hill
- 1939 : Die Hochzeitsreise
- 1939 : Morgen werde ich verhaftet
- 1939 : Es war eine rauschende Ballnacht
- 1939 : Die barmherzige Lüge
- 1939 : Wer küßt Madeleine?
- 1939 : Robert Koch, der Bekämpfer des Todes
- 1939 : Die unheimlichen Wünsche
- 1939 : Kennwort Machin
- 1939 : Befreite Hände
- 1940 : Feinde
- 1940 : Die keusche Geliebte
- 1940 : Das Fräulein von Barnhelm
- 1940 : Friedrich Schiller – Triumph eines Genies
- 1941 : … reitet für Deutschland
- 1941 : Venus vor Gericht
- 1941 : Kameraden
- 1941 : Die Kellnerin Anna
- 1941 : Heimaterde
- 1942 : Geliebte Welt
- 1942 : Dr. Crippen an Bord
- 1942 : Andreas Schlüter
- 1942 : Fünftausend Mark Belohnung
- 1943 : Ich vertraue Dir meine Frau an
- 1943 : Romanze in Moll
- 1943 : Gefährlicher Frühling
- 1944 : Seine beste Rolle
- 1944 : Das war mein Leben
- 1944 : Der Täter ist unter uns
- 1944 : Ich brauche dich
- 1944 : Orient-Express
- 1945 : Ein Mann wie Maximilian
- 1945 : Dreimal Komödie
- 1947 : Und finden dereinst wir uns wieder
- 1948 : Lang ist der Weg
- 1948 : Menschen in Gottes Hand
- 1948 : Das verlorene Gesicht
- 1948 : Der Apfel ist ab
- 1948 : Die Zeit mit dir
- 1948 : Frech und verliebt
- 1949 : Das Gesetz der Liebe
- 1949 : Krach im Hinterhaus
- 1949 : Begegnung mit Werther
- 1949 : Der Posaunist
- 1949 : Die Reise nach Marrakesch
- 1949 : Der Bagnosträfling
- 1950 : Der Fall Rabanser
- 1950 : Der Schatten des Herrn Monitor
- 1950 : Kein Engel ist so rein
- 1950 : Gute Nacht, Mary
- 1950 : Der fallende Stern
- 1951 : Falschmünzer am Werk
- 1951 : Rausch einer Nacht
- 1952 : Lockende Sterne
- 1952 : Liebe im Finanzamt
- 1952 : Der Tag vor der Hochzeit
- 1953 : Einmal kehr’ ich wieder
- 1953 : Vergiß die Liebe nicht
- 1953 : Arlette erobert Paris
- 1954 : … und ewig bleibt die Liebe
- 1954 : Clivia
- 1954 : Die tolle Lola
- 1954 : Drei vom Varieté
- 1954 : Das fliegende Klassenzimmer
- 1955 : Drei Männer im Schnee
- 1955 : Roman einer Siebzehnjährigen
- 1955 : Meine Kinder und ich
- 1955 : Ihr erstes Rendezvous
- 1956 : Stresemann
- 1956 : Die Ehe des Dr. med. Danwitz
- 1956 : Der erste Frühlingstag
- 1956 : Kitty und die große Welt
- 1956 : Made in Germany – Ein Leben für Zeiss
- 1957 : Liebe, wie die Frau sie wünscht
- 1957 : Bekenntnisse des Hochstaplers Felix Krull
- 1957 : Das Abgründige in Herrn Gerstenberg (TV)
- 1957 : Anders als du und ich
- 1957 : Heute blau und morgen blau
- 1958 : Alle Sünden dieser Erde
- 1959 : Il Vendicatore
- 1959 : Abschied von den Wolken
- 1959 : Die Wahrheit über Rosemarie
- 1959 : Liebe, Luft und lauter Lügen
- 1959 : Die Nackte und der Satan
- 1959 : Zurück aus dem Weltall
- 1959 : Die feuerrote Baronesse
- 1959 : Drillinge an Bord
- 1960 : Ein Student ging vorbei
- 1961 : Sansibar
- 1961 : Jedermann
- 1961 : Der Fall Winslow (TV)
- 1961 : Deutschland – deine Sternchen
- 1962 : Das Mädchen und der Staatsanwalt
- 1962 : Unsere Jenny (TV)
- 1962 : Affäre Blum (TV)
- 1963 : Die Entscheidung (TV)
- 1963 : Mit besten Empfehlungen
- 1963 : Die schwarze Kobra
- 1963 : Das Haus in Montevideo
- 1964 : Begegnung in Salzburg
- 1964 : Eiche und Angora (TV)
- 1964 : Eines schönen Tages (TV)
- 1964 : Das Geheimnis der chinesischen Nelke
- 1964 : Sie werden sterben, Sire (TV)
- 1964 : Das Kriminalmuseum (serie TV), episodio Gesucht: Reisebegleiter
- 1964 : Sechs Stunden Angst (TV)
- 1964 : Ein langer Tag (TV)
- 1965 : Pflicht ist Pflicht (TV)
- 1965 : Die fünfte Kolonne (serie TV), episodio Besuch von drüben
- 1965 : Situation Hopeless … But Not Serious
- 1965 : Die Sommerfrische (TV)
- 1965 : Das Kriminalmuseum (serie TV), episodio Die Ansichtskarte
- 1965 : Das Geheimnis der drei Dschunken
- 1965 : Der zerbrochene Krug (TV)
- 1966 : Erinnerung an zwei Montage (TV)
- 1966 : Ein unruhiger Tag (TV)
- 1966 : Ernest Barger ist sechzig (TV)
- 1967 : Ein Schlaf Gefangener (TV)
- 1967 : Das Kriminalmuseum (serie TV), episodio Die Zündschnur
- 1967 : Die Heiden von Kummerow und ihre lustigen Streiche
- 1967 : Der Renegat (TV)
- 1969 : Reise nach Tilsit (TV)
- 1969 : Donnerwetter! Donnerwetter! Bonifatius Kiesewetter
- 1969 : Spion unter der Haube (TV)
- 1970 : Heintje – Einmal wird die Sonne wieder scheinen
- 1971 : Die Sieben Ohrfeigen (TV)
- 1971 : Das Feuerwerk (TV)
- 1972 : Der Illegale (miniserie TV)
- 1973 : Oh Jonathan – oh Jonathan!
- 1973 : Der Monddiamant (miniserie TV)
- 1974 : Der Kommissar (serie TV), episodio Tod eines Landstreichers
- 1974 : Sonderdezernat K1 (serie TV), episodio Kein Feuer ohne Rauch
- 1975 : Die Stadt im Tal (miniserie TV)
- 1976 : Die Tannerhütte (TV)
- 1977 : Des Doktors Dilemma (TV)
- 1977 : Sonderdezernat K1 (serie TV), episodio Der Regen bringt es an den Tag
- 1977 : Polizeiinspektion 1 (serie TV), episodio Der Vermißte
- 1978 : MS Franziska (serie TV)
- 1978 : Schusters Gespenster (miniserie TV)
- 1978 : Almaznaya tropa
- 1979 : Nachbarn und andere nette Menschen (TV)
- 1979 : Tödlicher Ausgang (TV)
- 1980 : Kein Geld für einen Toten (TV)
- 1980 : Der Alte (serie TV), episodio Die tote Hand
- 1980 : Leute wie du und ich (TV)
- 1981 : O du fröhliche – Besinnliche Weihnachtsgeschichten (TV)
- 1982 : Sonderdezernat K1 (serie TV), episodio Die Spur am Fluß
- 1982 : Leben im Winter (TV)
- 1982 : Heimkehr nach Deutschland (TV)
- 1983 : Unternehmen Arche Noah (TV)
- 1983 : Derrick (serie TV), episodio Die Tote in der Isar
- 1983 : Die zweite Frau (TV)
- 1983 : Kontakt bitte … (serie TV)
- 1984 : Heute und damals (TV)
- 1984 : Freundschaften (TV)

## Radio
- 1946 : Wer weint um Juckenack?, dirección de Harald Braun
- 1947 : Elga, dirección de Helmut Brennicke
- 1949 : Das Verhör des Lukullus, dirección de Harald Braun
- 1949 : Schiff ohne Hafen, dirección de Fritz Benscher
- 1950 : Damals in Kongalonga, dirección de Axel von Ambesser
- 1950 : Nichts von Bedeutung, dirección de Heinz-Günter Stamm
- 1951 : Der arme Mensch, dirección de Walter Ohm
- 1952 : Der Revisor, dirección de Walter Ohm
- 1952 : Barabbas, dirección de Walter Ohm
- 1952 : Das Festbankett, dirección de Heinz-Günter Stamm
- 1952 : Zwei Männer und ein Gentleman, dirección de Walter Ohm
- 1953 : Abschied in Taganrog, dirección de Heinz-Günter Stamm
- 1953 : Sir Michaels Abenteuer, dirección de Willy Purucker
- 1953 : Der in der Mitte, dirección de Heinz-Günter Stamm
- 1953 : Im Räderwerk, dirección de Fränze Roloff
- 1953 : Ohne Angabe der Adresse, dirección de Heinz-Günter Stamm
- 1953 : Das Boot ohne Fischer, dirección de Walter Ohm
- 1953 : Heute Nacht in Samarkand, dirección de Heinz-Günter Stamm
- 1953 : Wir waren drei, dirección de Friedrich-Carl Kobbe
- 1953 : Der falsche Schutzengel, dirección de Heinz-Günter Stamm
- 1953 : Penny, dirección de Heinz-Günter Stamm
- 1953 : Der Apollo von Bellac, dirección de Heinz-Günter Stamm
- 1954 : Der tolle Bursche Mac, dirección de Kurt Wilhelm
- 1954 : Zwischen Erde und Himmel, dirección de Cläre Schimmel
- 1954 : Vor der Sintflut, dirección de Heinz-Günter Stamm
- 1954 : Das Licht der Welt, dirección de Otto Arneth
- 1956 : Zwischen Erde und Himmel, dirección de Heinz-Günter Stamm
- 1956 : Die Geschworenen haben das Wort, dirección de Heinz-Günter Stamm
- 1956 : Minna von Barnhelm, dirección de Heinz-Günter Stamm
- 1956 : Das goldene Rad, dirección de Fritz Schröder-Jahn
- 1957 : Menschliche Komödie, dirección de Heinz-Günter Stamm
- 1957 : Die Ballade vom halben Jahrhundert, dirección de Heinz-Günter Stamm
- 1957 : Martha, dirección de Heinz-Günter Stamm
- 1957 : Der Telefonist, dirección de Hans Rosenhauer
- 1957 : Ein Skelett in jedem Schrank, dirección de Gerlach Fiedler
- 1958 : Nicht alles glänzt, was Gold ist, dirección de Heinz-Günter Stamm
- 1958 : Pastorale oder Die Zeit für Kakao, dirección de Fritz Schröder-Jahn
- 1958 : Gullivers neueste Reise, dirección de Otto Kurth
- 1958 : Menschen im Hotel, dirección de Heinz-Günter Stamm
- 1958 : Der Weg nach Grenoble, dirección de Hermann Wenninger
- 1958 : Flachsmann als Erzieher, dirección de Heinz-Günter Stamm
- 1959 : Barabbas, dirección de Fritz Wilm Wallenborn
- 1959 : Die deutschen Kleinstädter oder Ein Mann kommt in die Stadt, dirección de Heinz-Günter Stamm
- 1959 : Das Tagebuch der französischen Bürgerin Désirée, dirección de Heinz-Günter Stamm
- 1959 : Wohin so eilig, schönes Kind?
- 1959 : Hasemanns Töchter, dirección de Heinz-Günter Stamm
- 1959 : Johannisfeuer, dirección de Heinz-Günter Stamm
- 1959 : Die Weber, dirección de Heinz-Günter Stamm
- 1960 : Jubiläum, dirección de Martin Walser
- 1960 : Die Schmetterlingsschlacht, dirección de Heinz-Günter Stamm
- 1960 : Inspektor Hornleigh, dirección de Walter Netzsch
- 1961 : Der Retter, dirección de Walter Ohm
- 1961 : Vogelinsel, dirección de Heinz-Günter Stamm
- 1961 : Maigret und die Bohnenstange, dirección de Heinz-Günter Stamm
- 1961 : Maigret und der gelbe Hund, dirección de Heinz-Günter Stamm
- 1961 : Maigret und die junge Tote, dirección de Heinz-Günter Stamm
- 1961 : Maigret und sein Revolver, dirección de Heinz-Günter Stamm
- 1961 : Maigret und die Groschenschenke, dirección de Heinz-Günter Stamm
- 1961 : Maigret und seine Skrupel, dirección de Heinz-Günter Stamm
- 1961 : Der Sonderfall, dirección de Axel Corti
- 1961 : Gortstraße, dirección de Walter Ohm
- 1962 : Das Extemporale, dirección de Heinz-Günter Stamm
- 1962 : Die gespaltene Hand, dirección de Heinz-Günter Stamm
- 1962 : Sperrzone, dirección de Edward Rothe
- 1962 : Gefahr, dirección de Fritz Schröder-Jahn
- 1963 : Sherlock Holmes auf Freiersfüßen, dirección de Heinz-Günter Stamm
- 1963 : Vor Sonnenuntergang, dirección de Heinz-Günter Stamm
- 1964 : Waldhausstraße 20, dirección de Walter Ohm
- 1964 : In der Sache J. Robert Oppenheimer, dirección de Fritz Schröder-Jahn
- 1964 : Die Ehre, dirección de Heinz-Günter Stamm
- 1964 : Die Hose, dirección de Rudolf Noelte
- 1964 : Heilige Zeit, dirección de Heinz-Günter Stamm
- 1965 : Plädoyer, dirección de Friedhelm von Petersson
- 1965 : Einmal ein Mörder – immer ein Mörder!, dirección de Hans Cremer
- 1965 : Die Fahrradklingel, dirección de Mathias Neumann
- 1966 : Midas der schimmernden Berge, dirección de Heinz-Günter Stamm
- 1967 : Der Engel mit der Plastikbombe, dirección de Walter Netzsch
- 1968 : Joel Brand, dirección de Walter Ohm
- 1968 : Die Fee, dirección de Heinz-Günter Stamm
- 1971 : Ich bin ein Krimineller, dirección de Heinz-Günter Stamm
- 1972 : Besser gar nicht, als spät, dirección de Fritz Schröder-Jahn

## Escritos
- Heiteres Sternbild. Blüchert Verlag, Stuttgart 1955.